# Castlevania II: Simon’s Quest
Castlevania II Simon’s Quest (яп. ドラキュラII 呪いの封印 доракюра цу: норои но фу:ин, Дракула 2: Печать проклятия) — платформер, продолжение игры Castlevania.

## Сюжет
Спустя 7 лет после победы над Дракулой Саймон Бельмонт попал под его проклятие и чувствовал в себе сильную боль. Во сне к Бельмонту является один из потомков клана Бельнадес и сообщает ему, что близится его гибель, и единственный способ снять проклятие — это воскресить Дракулу и уничтожить его ещё раз. Для того, чтобы его воскресить, понадобится посетить несколько замков, чтобы найти части Дракулы для обряда воскрешения.
В игре есть 3 различные концовки. Они зависят от того, сколько времени было потрачено на прохождение игры.
- Плохая — игрок побеждает Дракулу, но яд убивает героя, и он погибает в конце игры. Чтобы получить эту концовку, нужно пройти игру за более чем 15 дней (серый экран с могилой, без Саймона).
- Стандартная — игрок побеждает Дракулу, хоронит его, но позднее погибает от яда. Для получения данной концовки нужно пройти игру за время от 8 до 15 дней (синий фон, стоит Саймон).
- Хорошая — игрок побеждает Дракулу и успешно исцеляется. Для получения этой концовки нужно пройти игру за менее чем 8 дней (красный фон, стоит Саймон).

После титров можно увидеть, как из могилы вылезает рука (по-видимому, Дракулы), что является намёком на продолжение.

## Игровой процесс
Это сиквел Castlevania, в котором изменён жанр игры с обычного платформера на квест (который будет доминировать в серии, начиная с Castlevania SOTN). Главный герой — Саймон Бельмонт, путешествуя по разным местностям, должен решать головоломки и задачи, покупать оружие и различные предметы. В игре присутствует режим смены дня и ночи. Смена производится каждые 5 минут. Ночью враги становятся сильнее, магазины в городах закрываются, а по улицам ходят зомби (в некоторых городах ещё и летучие мыши). В игре нет ограничения по времени, но от продолжительности прохождения зависит концовка игры. В случае смерти герой появляется на месте своей гибели.
В отличие от первой части, где Саймон восстанавливал здоровье с помощью свиной котлеты, которую он находил в стенах замка, во второй части здоровье героя восполняется только в городской церкви, но восполняется оно только днём, поскольку ночью, как и магазины, церковь закрыта.
В игре присутствует валютная система — это сердца. Они выпадают из убитых врагов. За сердца можно покупать у торговцев различное оружие и предметы. Также с помощью сердец поднимается уровень персонажа — увеличивается устойчивость к ударам врагов и удлиняется линейка жизни. Для того, чтобы первый раз прокачать персонажа, необходимо собрать 100 единиц опыта, а для каждого последующего уровня — на 50 единиц больше, чем для предыдущего. Как и в предыдущей игре сердца выполняют и роль боеприпасов для некоторых видов оружия. На количество собранных сердец существует ограничение: нельзя собрать более 256 штук за раз. Если игрок теряет все свои жизни и использует «continue», то теряет все собранные сердца и набранный опыт.

## Разработка
Разработкой Simon’s Quest руководил Хитоси Акамацу, который также занимался разработкой Castlevania и Castlevania III: Dracula’s Curse для NES. Первоначально игра была издана 28 августа 1987 года в Японии для Famicom Disk System. Позднее было разработано переиздание на картриджах для NES, вышедшее 1 декабря 1988 года в Северной Америке, и 27 апреля 1990 года в Европе. Из-за аппаратных различий между FDS и NES, версия для NES была переработана. Версия для Famicom Disk System содержала возможность сохранения игры, а версия для NES использовала систему паролей для возврата к определённым моментам в игре. Носители для FDS имели ограничение в 862 килобит медленного доступа на размер хранимых данных, в то время как способность картриджей к коммутации банков памяти позволила тем обеспечить гораздо более быстрый доступ к данным игры. Разработчики использовали свободное пространство картриджей для хранения музыки улучшенного качества, семплов ударных инструментов, и изменили порядок мелодий. Также при переиздании были внесены изменения для исправления грамматических и орфографических ошибок в переводе, например, была исправлена ошибка с именем главного героя в конце игры, когда он был написан как «Simmon Belmont». Большинство оригинальных художественных концептов и наработок к Simon’s Quest и другим ранним играм серии Castlevania было утеряно во время землетрясения в Кобэ в 1995 году.
Игра была переиздана несколько раз. 16 ноября 2002 года Simon’s Quest была переиздана в Северной Америке в составе сборника Castlevania and Contra: Konami Collector’s Series, изданном для Windows. В фанатском интервью для официального руководства по игре Castlevania: Dawn of Sorrow, Кодзи Игараси рассмотрел возможность издания сборника всех игр с NES. Также игра была переиздана на платформе Virtual Console для Nintendo Wii. В 2016 году Simon’s Quest была включена в североамериканскую и европейскую версии Nintendo Classic Mini.